# Saint-Gilles les Hauts
Pour les articles homonymes, voir Saint-Gilles.
Saint-Gilles les Hauts est un lieu-dit de l'île de La Réunion, département et région d'outre-mer français dans le sud-ouest de l'océan Indien. Il constitue un quartier de la commune de Saint-Paul au sud du centre-ville. A 315 mètres d'altitude.